# Desa Gandasoli (administrativ by i Indonesien, lat -6,67, long 107,37)
Desa Gandasoli är en administrativ by i Indonesien.   Den ligger i provinsen Jawa Barat, i den västra delen av landet, 80 km sydost om huvudstaden Jakarta.